# Politiezone Regio Turnhout
De Politie Regio Turnhout (zonenummer 5364) is een Belgische politiezone bestaande uit zeven gemeenten, namelijk Turnhout, Oud-Turnhout, Kasterlee, Lille, Beerse, Vosselaar en Baarle-Hertog. De politiezone telt 117.791 inwoners (2010) en beslaat een oppervlakte van 283,65 km². De politiezone behoort tot het gerechtelijk arrondissement Antwerpen.
De zone werd tot 31 augustus 2021 geleid door korpschef Roger Leys.  Sedert 31 augustus 2021 is HCP Roger Leys met pensioen.  Zijn opvolger is HCP Marleen Hellemans; zij was daarvoor korpschef bij de politiezone Kempenland. 
Het hoofdcommissariaat van politie Regio Turnhout is gevestigd aan de Noord-Brabantlaan 70 in Turnhout.

## Kantoren
- Hoofdkantoor Turnhout (Noord-Brabantlaan)
  - Wijkpost Baarle-Hertog
  - Wijkpost Beerse
  - Wijkpost Kasterlee
  - Wijkpost Lille 
  - Wijkpost Oud-Turnhout
  - Wijkpost Turnhout (Grote Markt)
  - Wijkpost Vosselaar